# Neoxanthias lacunosus
Neoxanthias lacunosus är en kräftdjursart som först beskrevs av M. J. Rathbun 1906.  Neoxanthias lacunosus ingår i släktet Neoxanthias och familjen Xanthidae. Inga underarter finns listade i Catalogue of Life.